# E. S. Orobio de Castro
Emanuel (Sarphaty) Orobio de Castro (Amsterdam, 5 mei 1875 – aldaar, 17 augustus 1926) was een Nederlandse ondernemer en rechtsgeleerde.
Hij was zoon van Emanuel Sarphatie Orobio de Castro, werkzaam in de verzekeringswereld, en Jacoba Godefrida van den Berg. Hij overleed in het Prinsengrachtziekenhuis, nadat hij een operatie had ondergaan. Hij werd gecremeerd op Westerveld.
Aan de Universiteit van Amsterdam studeerde hij rechten en behaalde in 1902 zijn Doctoraat Rechtswetenschap met zijn proefschrift Aansprakelijkheid van rederijen en de cognossementsclausule. Nadruk lag op de rechtspraak binnen de transportverzekeringen. Daniël Josephus Jitta was daarbij zijn promotor. Orobio de Castro doceerde ook enige tijd assurantierecht aan deze universiteit.
Hij was bestuurder en vertegenwoordiger van diverse verzekeringsmaatschappijen in Nederland:
- bestuurslid en/of directeur van Hollandsche Brand- en Levensverzekering Sociëteit
- bestuurslid en/of directeur van Noord-Zuid-Hollandsche en Zeeuwsche Zee- en Brandassurantie Maatschappij
- bestuurslid en/of directeur van Assurantie Compagnie Excelsior
- vertegenwoordiger voor de Britse The Marine Insurance Company Ltd; voor deze firma onderhandelde hij voor het kantoor op Rokin 69, Amsterdam
- vertegenwoordiger voor de Britse Phoenix Assurance Company Ltd.
- vertegenwoordiger voor de Amerikaanse Federal Insurance Company Co.
- contactpersoon bij De Nederlanden van 1845 voor zeetekening (transportverzekeringen)
- commissaris bij Amsterdamsche Herverzekering Maatschappij
- commissaris bij Oost-Indische Zee- en Brandassurantie
- commissaris bij Tweede en Derde Nederlandsche Verzekering Compagnie
- directeur E.S. Orobio de Castro en Zn en beursassuradeur Jan ter Meulen & Co.

Orobio de Castro was in september 1923 een van de oprichters van een Industrieel Tarief voor de verzekering van industriële gebouwen-, inventaris- en bedrijfsschade.
Hij bewoog zich op andere vlakken:
- voorzitter van Nederlandsch Tooneel Verbond (afdeling Amsterdam)
- directielid van Vereeniging Volksuniversiteit
- commissielied van de Schepelingenbibliotheek
- commissaris voor Meel- en Broodfabrieken
- commissaris Leesmuseum.

Onder het pseudoniem Petronius schreef hij artikelen voor de Oude Groene in de tijd dat Frederik van Eeden er ook redacteur was. Hij schreef al eerder voor het studentenblad Propria Cures.
Bij zijn crematie hadden alle maatschappijen wel een directielid afgevaardigd, maar ook bijvoorbeeld Jac. P. Thijsse van Vereniging Natuurmonumenten was aanwezig.